# Vinter på Jyckeberga
Vinter på Jyckeberga gavs ut för första gången 1988, och är del tre i barnboksserien om Jyckeberga av den finska författaren Mauri Kunnas. Bokserien handlar om livet på en bondgård, så som det var förr i tiden. 
I denna bok får vi följa hur jyckebergarna förbereder och firar julen. Det stöps ljus, skuras golv, leks lekar, huggs timmer, tvättas kläder i isvak och så ska så klart djuren skötas om. 
Detta och mycket mer håller jyckebergarna ständigt sysselsatta. Och till slut är en lång vinter över och våren anländer till Jyckeberga. 